# The Wraith
The Wraith (bra: A Aparição) é um filme independente produzido nos Estados Unidos em 1986 do gênero ação, ficção científica, terror, escrito e dirigido por Mike Marvin.
Estrelado por Charlie Sheen, Sherilyn Fenn, Nick Cassavetes e Randy Quaid, o filme foi lançado em apenas 88 salas de cinema nos Estados Unidos em 21 de novembro de 1986 pela New Century Vista Film Company (mais tarde New Century Entertainment Corporation).[carece de fontes?]
The Wraith conta a história de um adolescente do Arizona que misteriosamente retorna dos mortos como um piloto de rua sobrenatural dirigindo um supercarro invulnerável. Sua intenção é se vingar da gangue que o assassinou.
The Wraith: A Aparição foi um dos filmes que marcaram a juventude dos anos 80, com alucinantes corridas de carro, belas garotas e muito rock'n´roll. No elenco, Charlie Sheen (Platoon), Randy Quaid (A Última Sessão de Cinema), Sherilyn Fenn (Twin Peaks) e Nick Cassavetes (A Outra Face). Trilha sonora com os hits da época, incluindo a música "Secret Loser" de Ozzy Osbourne.

## Sinopse
Em uma cidade localizada no estado do Arizona, Estados Unidos, Jamie é morto por uma gangue liderada por Packard (Nick Cassavetes). Pouco tempo depois, Jake (Charlie Sheen) chega à cidade, e com ele, um misterioso visitante, dirigindo um carro preto futurista, chamado de Turbo Interceptor. Jake se apaixona por Keri (Sherilyn Fenn), "namorada" de Packard. Enquanto isso, o misterioso motorista convida os membros da gangue de Packard para rachas nas estradas da cidade.

## Carros
Por se tratar de um filme onde a trama é centralizada em rachas entre membros de uma gangue e uma figura misteriosa, os carros roubam a cena em muitas partes do filme. Cada personagem tem seu próprio modelo, como a seguir:
- The Wraith: Dodge PPG M4S Turbo Interceptor, protótipo produzido em 1982.
- Packard: Chevrolet Corvette customizado, modelo do fim dos anos 1970.
- Oggie: Dodge Daytona Turbo Z, modelo de 1986.
- Minty: Pontiac Firebird, modelo de 1977.
- Skank/Gutterboy: Plymouth Barracuda, modelo de 1966.
- Rughead: Late-70's Chevrolet pickup, modelo do fim dos anos 1970.

### M4S Turbo Interceptor
A construção do protótipo Dodge PPG M4S Turbo Interceptor foi um esforço conjunto da Dodge e da PPG Industries, tendo sido originalmente concebido como pace car para a PPG-CART Indy Car World Series.
O veículo era equipado com um motor Chrysler 2.2L, 4 cilindros com 2 turbocompressores que o faziam chegar a 440 cv, 5 marchas manuais, velocidade máxima de 310 km/h e levava de  0-100 km/h in 4.1 segundos.
Embora o carro real apareça no filme, as cenas de ação foram filmadas com modelos de fibra de vidro construídos sobre chassis de buggy com motores Volkswagen.
Em 2015, um dos protótipos originais do carro estava a venda por $150 mil dólares.

## Elenco
- Charlie Sheen  ... ...  Jacob "Jake" Kesey / The Wraith / James "Jamie" Hankins
- Nick Cassavetes  ... ...  Packard Walsh
- Sherilyn Fenn  ... ...  Keri Johnson
- Randy Quaid  ... ...  Xerife Loomis
- Matthew Barry  ... ...  William "Billy" Hankins
- David Sherrill  ... ...  Skank
- Jamie Bozian  ... ...  Gutterboy
- Clint Howard  ... ...  Rughead
- Griffin O'Neal  ... ...  Oggie
- Chris Nash  ... ...  Minty
- Christopher Bradley ... ... James "Jamie" Hankins
- Vickie Benson  ... ...  Garçonete
- Peder Melhuse  ... ...  Murphy
- Jeffrey Sudzin  ... ...  Redd
- Michael Hungerford  ... ... Stokes
- Steven Eckholdt  ... ... menino em Daytona
- Elizabeth Cox ... ... menina em Daytona
- Dick Alexander ... ... Sandeval
- Joan H. Reynolds ... ... Policial

## In memorian
O cameraman Bruce Ingram faleceu durante a gravação do filme em meio a destroços das explosões de carro.